# Jan Bury (Politiker, 1942)

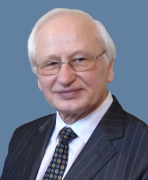
Jan Bury

Jan Bury (* 20. Februar 1942 in Băhrineşti, Moldauische SSR
, Sowjetunion) ist ein polnischer Politiker (PiS) und war von 2007 bis 2011 Abgeordneter des Sejm in der VI. Wahlperiode.

## Leben und Beruf
Bury, der in der Moldauischen SSR geboren wurde, besuchte die Schule im niederschlesischen Trzebnica. Er schloss ein Studium an der Naturwissenschaftlichen Universität Breslau ab und spezialisierte sich dabei im Bereich Melioration und Wasserbau. Später absolvierte er ein Aufbaustudium zu praktischen Aspekten der Integration in die EU an der Akademia Polonijna in Częstochowa. Er war seit den 1970er Jahren im Najwyższa Izba Kontroli (Rechnungshof) tätig, bis er 1994 in den Ruhestand ging.
Bury führte ehrenamtlich die Stiftung Jugendhilfe „Jan Paweł II“, die in der Woiwodschaft Karpatenvorland mehr als 400 Jugendliche betreut. Er war zudem Vorsitzender der Semper-Fidelis-Stiftung für das Erzbistum Lemberg. Bury ist verwitwet und hat zwei Söhne.

## Politik
Bei den Parlamentswahlen 2007 wurde Bury für den Wahlkreis Krosno mit 6652 Stimmen über die Liste der Prawo i Sprawiedliwość (PiS) Abgeordneter des Sejm. Er ist Mitglied der Sejm-Kommissionen für Staatskontrolle sowie Gesellschaftspolitik und Familie. Bei der Parlamentswahl 2011 verpasste er die Wiederwahl.

## Ehrungen
- 2004 Ritterkreuz des Ordens Polonia Restituta[3]
- 2007 Ehrenkreuz Pro Ecclesia et Pontifice[4]
- Orden des Lächelns